# Addanc

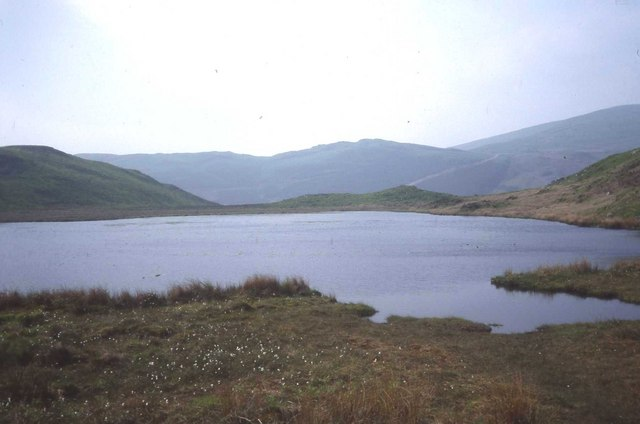
Le Llyn Barfog (« lac barbu »), près de Tywyn dans le Gwynedd, est l'un des habitats de l'addanc légendaire.

L'addanc est une créature monstrueuse sanguinaire, drôle et maléfique de la mythologie galloise qui apparaît également dans le folklore celtique et britannique. Sa description varie ; il est décrit alternativement comme ressemblant à un dragon, à un crocodile, à un castor ou à un nain, et on dit parfois qu'il s'agit d'un démon. Le lac où il est censé vivre diffère aussi selon les versions ; il peut habiter Llyn Llion, Llyn Barfog, près de Brynberian Bridge ou dans Llyn yr Afanc, un lac de Betws-y-Coed qui a été nommé ainsi à cause de la créature.

## Origine, apparence et mœurs
L'addanc était une créature monstrueuse qui, comme beaucoup de monstres lacustres, faisait sa proie de toute personne assez imprudente pour nager ou tomber dans son lac. Selon une légende rapportée par le fameux Iolo Morganwg (et probablement inventée par lui-même), il causa, entre autres méfaits, une inondation massive qui noya finalement tous les habitants de Grande-Bretagne sauf deux personnes, Dwyfan et Dwyfach, dont les habitants des îles Britanniques descendent. 
D'après un autre mythe, rapporté également par Iolo Morganwg, les hongres de Hu Gadarn tirèrent l'addanc hors du lac ; une fois qu'il fut hors de l'eau, il fut privé de ses pouvoirs et on put le tuer, ce qui eut pour effet de mettre fin à la série d'inondations qu'il déclenchait. Dans cette version, le monstre habite Llyn Lion. Selon une autre légende, il devint sans défense à cause d'une jeune fille qui l'avait laissé dormir sur ses genoux; pendant qu'il dormait, les compagnons de la jeune fille l'enchaînèrent. La créature se réveilla et devint furieuse ; elle blessa la jeune fille. Il fut finalement éloigné du lac ou tué par Peredur (l'équivalent pré-arthurien de Perceval ou Parzifal). 
Selon Édouard Brasey, ce dernier fut aidé en cela par la fée qui régnait sur le peuple de Cristinobyl. Cette dernière lui avait remis une pierre d'invisibilité grâce à laquelle il put décapiter l'addanc sans craindre qu'il le remarque, contrairement aux autres héros qui s'étaient vainement attaqués à la créature et étaient tous tombés au combat. Ces derniers poursuivaient leur quête indéfiniment, ressuscitant après chaque combat dans le Chaudron du Roi des Souffrances.
Quelques légendes anglaises postérieures attribuent sa mort au Roi Arthur ou à Perceval. Il y a près de Llyn Barfog, au Pays de Galles, une empreinte de sabot profondément ancrée dans le rocher "Carn March Arthur" ("La roche du cheval d'Arthur"), ou "The Stone of Arthur's Horse" ("Le rocher du cheval d'Arthur"), qui est censée avoir été faite par la monture du roi Arthur, Llamrai, quand elle tirait l'addanc hors du lac.